# Discocarpus gentryi
Discocarpus gentryi là một loài thực vật có hoa trong họ Diệp hạ châu. Loài này được S.M.Hayden mô tả khoa học đầu tiên năm 1996.